# いのちの食べ方 (小説)
『いのちの食べ方』（いのちのたべかた）は、「Smile」に収録の楽曲の制作者のEve原作・プロデュースによる日本のライトノベル。楽曲とYouTubeで公開されたMVの世界観を小説化した作品。
著者は十文字青、イラストはlack。MF文庫J（KADOKAWA）より2022年9月から刊行されている。『次にくるライトノベル大賞』では2022年版で文庫部門1位を獲得。
ゆととによるコミカライズが『月刊コミックジーン』（KADOKAWA）にて2023年11月号から連載中。

## 登場人物
弟切 飛（おとぎり とび）
本作の主人公。中学2年生。行方不明の兄を追っている。お喋りなバックパックの「バク」が相棒。
白玉 龍子（しらたま りゅうこ）
飛のクラスメイト。人外のチヌラーシャを、幼い頃に買ってもらったポーチに入れている。敬語で礼儀正しい性格。
灰崎 逸也（はいさき いつや）
飛が通う学校の用務員。何か秘密を抱えている。
ドール先輩
「ダリア4」の一員。人外を相棒とし、「サリヴァン」と呼ばれる敵を追っている。
弟切 潟（おとぎり せき）
飛の兄。行方不明。
ひとつめ様
飛が幼いころに出会った正体不明の存在。

## 既刊一覧

### 小説
- Eve（原作・プロデュース）・十文字青（著）・lack（イラスト） 『いのちの食べ方』 KADOKAWA〈MF文庫J〉、既刊6巻（2025年5月23日現在）
  1. 2022年9月22日発売[4]、ISBN 978-4-04-681751-8
  2. 2022年12月23日発売[5]、ISBN 978-4-04-682037-2
  3. 2023年5月25日発売[6]、ISBN 978-4-04-682443-1
  4. 2023年10月25日発売[7]、ISBN 978-4-04-682988-7
  5. 2024年6月25日発売[8]、ISBN 978-4-04-683541-3
  6. 2025年5月23日発売[9]、ISBN 978-4-04-684808-6

### 漫画
- ゆとと（漫画）・十文字青（原作）・Eve（原作・プロデュース）・まりやす / Waboku / lack（キャラクター原案） 『いのちの食べ方』 KADOKAWA〈MFコミックス ジーンシリーズ〉、既刊2巻（2024年12月25日現在）
  1. 2024年3月26日発売[10][11]、ISBN 978-4-04-683422-5
  2. 2024年12月25日発売[12]、ISBN 978-4-04-684084-4